# جمعیت هلال احمر الجزایر
جمعیت هلال احمر الجزایر (به انگلیسی: Algerian Red Crescent Society) سازمانی بشر دوستانه بوده که در سال ۱۹۵۶ تأسیس شده است.

در سال ۱۹۶۳ توسط صلیب سرخ بین‌المللی و جنبش هلال احمر به ثبت رسیده است.